# Svarttjärnen (Valbo socken, Gästrikland)
Svarttjärnen är en sjö i Gävle kommun i Gästrikland och ingår i Testeboåns huvudavrinningsområde. Sjön har en area på 0,146 kvadratkilometer och ligger 73,4 meter över havet.

## Delavrinningsområde
Svarttjärnen ingår i det delavrinningsområde (674037-155988) som SMHI kallar för Mynnar i Lundbosjön. Medelhöjden är 77 meter över havet och ytan är 2,55 kvadratkilometer. Det finns inga avrinningsområden uppströms utan avrinningsområdet är högsta punkten. Vattendraget som avvattnar avrinningsområdet har biflödesordning 2, vilket innebär att vattnet flödar genom totalt 2 vattendrag innan det når havet efter 24 kilometer. Avrinningsområdet består mestadels av skog (68 procent) och sankmarker (17 procent). Avrinningsområdet har 0,14 kvadratkilometer vattenytor vilket ger det en sjöprocent på 5,7 procent.